# Quanta Computer
Quanta ist ein im Jahre 1988 gegründeter ODM-Spezialist in Taiwan, der im ersten Quartal 2008 ca. 31 Prozent aller Notebooks weltweit produzierte; im Jahr 2010 wurden 52,1 Millionen Geräte ausgeliefert. Daneben stellt das Unternehmen Netzwerkserver, Set-Top Boxen, optische Laufwerke, Flüssigkristallbildschirme (LCDs) und Schnurlostelefone her. Zu den Kunden zählen oder zählten unter anderem Unternehmen wie Acer, Apple, Dell, Hewlett-Packard, Lenovo, Blackberry, Panasonic, Siemens Nixdorf, Fujitsu-Siemens bzw. Fujitsu, Sony und Toshiba.

## Geschäftsbereiche
Die Geschäftsbereiche sind in verschiedenen Tochterunternehmen beheimatet.

### QCT (Quanta Cloud Technology)
QCT ist ein auf Hardware für Cloud Computing spezialisiertes Tochterunternehmen.
Produktportfolio:
1. Integrierte Serverschrank-Lösungen
Fertig bestückte Serverschränke inklusive Server, Netzwerkswitch und Netzwerkverkabelung nach Kundenwunsch
2. Server und Servergehäuse
19-Zoll-Server mit 1 bis 4 HE (Höheneinheiten) für verschiedene Einsatzzwecke, unter anderem Blade-Server, Datenspeicher-Server und hochperformante Server mit mehreren Prozessorsockeln.
3. 19-Zoll-Rechenzentrumsswitche
Verschiedene, auf Hochverfügbarkeit und hohe Leistung ausgelegte Switche nach OSI-Modell Layer 2-3, hauptsächlich zur Verwendung als Top-of-the-Rack-Switche (ToR). Modelle mit bis zu 48 1000BASE-T Ethernet RJ45 Ports sowie 48 10-Gbit/s-Ethernet SFP+ Ports mit 40-Gbit/s-Ethernet Uplinks verfügbar
4. JBOD-Datenspeichergehäuse (Just a Bunch of Disks)
19-Zoll-Festplattengehäuse ohne eigenständige CPU-Hardware. Sie werden meist per SAS-Controller an einen größeren Server angeschlossen. Die Gehäuse übernehmen hierbei nur die Stromversorgung und Kühlung der Festplatten und meist auch die Anbindung an den eigentlichen Server mit einer Festplattendatenübertragungsschnittstelle wie zum Beispiel SAS oder SATA per Host-Bus-Adapter (HBA).

### RoyalTek
Auf GPS-Hardware, Autoradios und Rückfahrkameras spezialisiertes Unternehmen, das 2005 an die Börse ging und 2006 unter das Dach von Quanta Computer kam.
Produktportfolio:
1. GPS-Chips, unter anderem kompatibel mit simultaner GPS, Galileo, Glonass und QZSS
2. GPS-Antennen
3. GPS-Tracker wie zum Beispiel OBD-II-Tracker
4. Autoradios mit GPS-Navigation für Toyota und Hyundai und DIN-Einbauschächte

### QMI
Auf W-LAN und Endbenutzergeräte für Drahtlose Kommunikation spezialisiertes Tochterunternehmen.
Produktportfolio:
1. W-LAN-Router nach 802.11-Standards
2. WiMAX-USB-Sticks und Router
3. Powerline Communication (PLC) („Steckdosen-LAN“)
4. Bluetooth- und ZigBee-Chips und USB-Sticks

### One-Laptop-per-Child-(OLPC)-Projekt
One Laptop per Child ist ein Projekt, das kleine robuste Laptops für den Schulunterricht in Entwicklungsländern herstellen lässt.
Siehe: 100-Dollar-Laptop

### Sonstiges

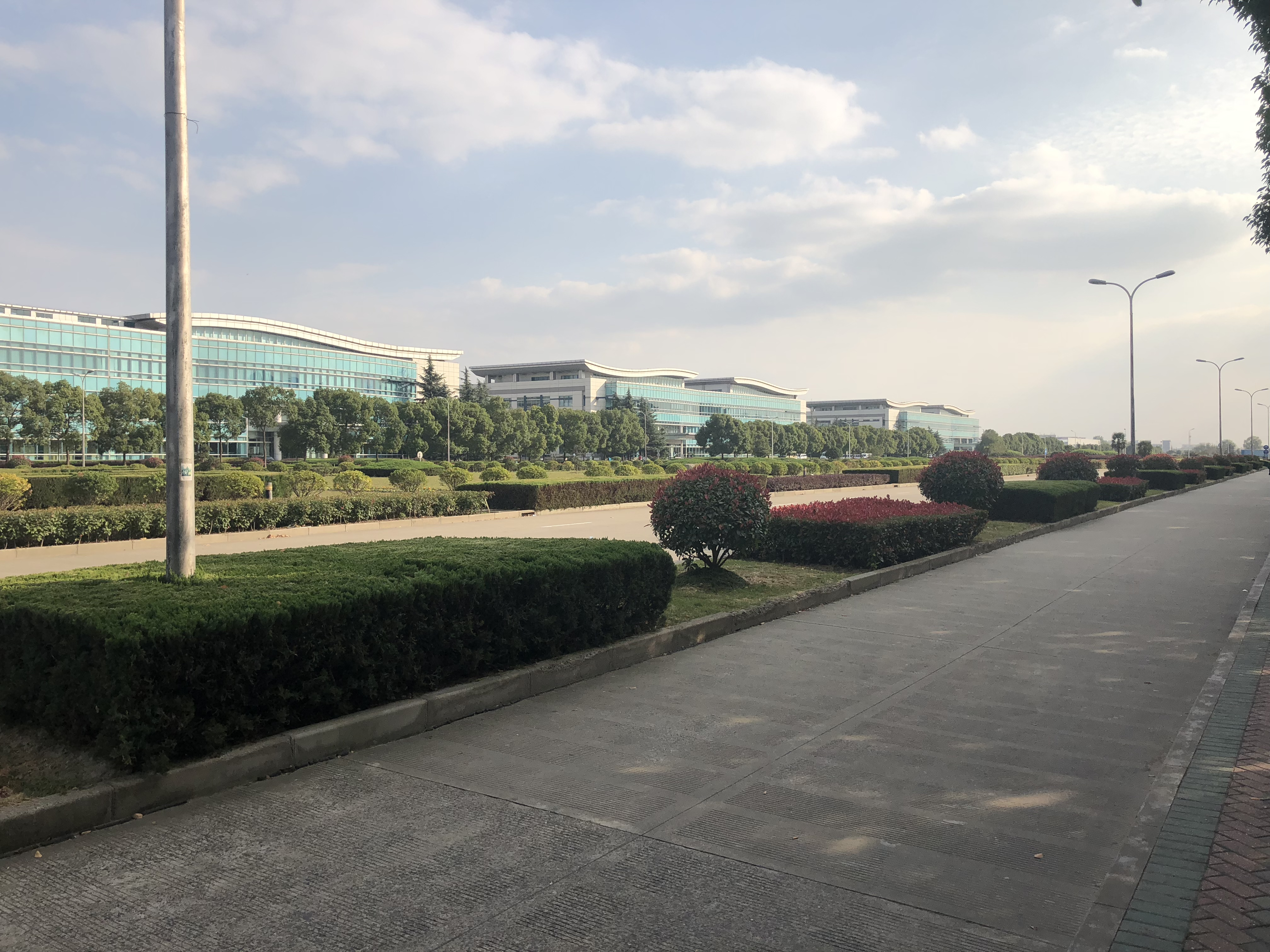
Quanta Shanghai Manufacturing City (QSMC)

Quanta Computer entwickelt und baut darüber hinaus Notebooks und Laptop-Computer, entweder unter Eigenmarken, oder als Auftragsfertiger, dazu Webcams und IP-Kameras, aber auch Industriecomputer.